# 新塞利夫卡 (科澤利希納市鎮)
49°9′45″N 34°2′32″E / 49.16250°N 34.04222°E
新塞利夫卡（烏克蘭語：Новоселівка）是位於烏克蘭中部的村莊，由波爾塔瓦州克雷門丘克區的科澤利希納市鎮負責管轄。該村分別距離切丘日涅0.5公里和布列烏西夫卡1.5公里，2001年人口99。